# Бауэр, Глеб Михайлович
Глеб Михайлович Бауэр (26 июля 1925, Стамбул — 8 октября 1989, Москва) — советский историк, филолог-сабеист, кандидат исторических наук (1964). Один из авторов «Советской исторической энциклопедии».

## Биография
В 1943—1945 годах участвовал в Великой Отечественной войне.
В 1954 году окончил исторический факультет МГУ.
В 1960—1989 годах — научный сотрудник Института востоковедения РАН. Принимал участие в написании «Советской исторической энциклопедии».
В 1983—1989 годах участвовал в советско-йеменской археологической экспедиции.

## Научное наследие
Создал хранилище древних южноаравийских надписей в Хадрамауте (Йемен).
Автор более 60 научных работ.

### Труды
- Язык южноаравийской письменности. — М., 1966.
- Эпиграфические памятники древнего Йемена. Материалы экспедиции П. А. Грязневича, 1970—1971 гг. — СПб., 1998. (Южная Аравия. Памятники древней истории и культуры. — Вып. II, ч. 2. — Совместно с П. А. Грязневичем, А. Г. Лундиным).
- Харибаэл (Харибаел) / Бауэр Г. М. // Советская историческая энциклопедия : в 16 т. / под ред. Е. М. Жукова. — М. : Советская энциклопедия, 1974. — Т. 15 : Феллахи — Чжалайнор. — Стб. 529.

## Награды
Правительственные награды СССР.